# Elsinore Corona
L'Elsinore Corona è una struttura geologica della superficie di Miranda.
È intitolata alla città danese di Elsinora, ambientazione dell'Amleto di William Shakespeare.